# 道の駅明宝

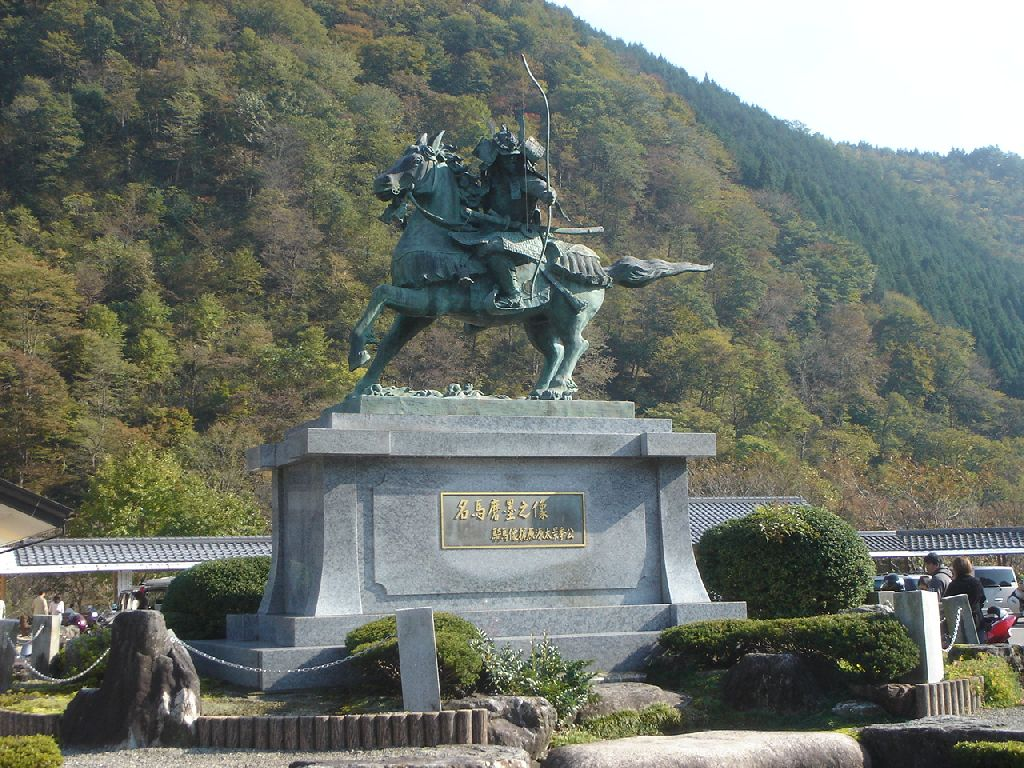
名馬磨墨の像

道の駅明宝（みちのえき めいほう）は、岐阜県郡上市明宝大谷にある国道472号の道の駅である。

## 沿革
- 1989年[3]（平成元年）12月 - 「磨墨（するすみ）の里公園」が開設（当初はドライブインとして開業）[3][4]。
- 1993年（平成5年）4月22日 - 道の駅明宝の名称で明宝村が道の駅に登録（岐阜県の道の駅としては第1号の登録）[3]。
- 2000年（平成12年） - 「道の駅グランプリ2000」において総合評価で優秀賞を受賞[5]。
- 2004年（平成16年）3月1日 - 明宝村が周辺の自治体と合併し郡上市となり、道の駅も郡上市が引き継ぐ。
- 2015年（平成27年）1月30日 - 重点道の駅候補に選定される[3][6]。
- 2016年（平成28年）1月27日 - 国土交通省により平成27年度重点「道の駅」に選定される[3][7]。

## 施設
施設内には、梶原景季が愛馬「磨墨」（公園の由来となっている）に跨る銅像が置かれている。
- 駐車場
  - 普通車：148台
  - 大型車：5台
  - 身障者用 : 2台
- トイレ
  - 男：大 6器（3器）、小 16器（11器）
  - 女：15器（9器）
  - 身障者用：1器（1器）

※（）内は24時間使用可能
- 公衆電話
- 磨墨の里公園物産館（売店）[1]
- めいほうミート（明宝ハム直営店、1月1日のみ定休）[9][10]
- テナント
  - みたらし五平餅の咲（水曜日定休）
  - 喫茶 明宝[8]（喫茶店・レストラン）
  - onigiri bar おに助（おにぎり専門店）
  - パティスリーフラン（洋菓子店、水曜日定休）
  - そば処 くろむぎ（火曜日定休）
  - 鶏ちゃん・から揚げ げん善（火曜日・第2月曜日定休）
  - 鯛焼き たよ（不定休）
- 無料休憩所 磨墨庵（火曜日定休）[1][8]
- 自動販売機 - 飲料用の自動販売機のほか、おにぎりやパンなどの食材を扱える自動販売機も導入されており、その中で明宝ハムや郡上みそなどの地元の特産品を24時間購入できる[11]。

### 閉業した施設及びテナント
- 和食ところ おかみさん - 2025年5月に閉業。

### 管理団体
- 設置者：郡上市
- 指定管理者：明宝マスターズ[3]

## 休館日
- 年中無休

## アクセス
- 国道472号

## 周辺
- 吉田川
- 郡上市役所明宝庁舎
- 明宝歴史民俗資料館
- 明宝レディース本社工場